# 見岳章
見岳 章（みたけ あきら、1956年11月11日 - ）は日本の作曲家・編曲家・音楽家。

## 人物
東京都出身。見岳アキラとの表記もある。妻は元歌手の中山恵美子。
1979年に土屋昌巳らとともに一風堂を結成。一風堂ではキーボードとヴァイオリンを担当。1982年に発売した『すみれ September Love』がカネボウ化粧品のキャンペーンソングとなり、オリコンチャート2位とヒットする。一風堂はメンバーの脱退が相次ぎ見岳は土屋とともに最後まで残ったものの、1984年に解散。
1983年にソロ活動を開始し、シングル「君は完璧さ」、アルバム『Out of Reach』をリリースした。
一風堂解散後は作曲家・編曲家としての活動が中心となる。晩年の美空ひばりのヒット曲『川の流れのように』や、とんねるずの『雨の西麻布』、おニャン子クラブの『恋はくえすちょん』、演歌初のオリコンチャート初登場1位となった城之内早苗の『あじさい橋』など1980年代後半から作詞家・秋元康とのコンビで多数のヒット曲を送りだした。また、映画・ドラマ・アニメなどの音楽も数多く担当し、作品のカラーに合わせた書き分けを得意としている。

## 作品

### ソロ作品

#### シングル
- 『君は完璧さ』（日本語詞：竜真知子　作詞・作曲：CULTURE CLUB　編曲：見岳章）
  - カルチャー・クラブの『Do You Really Want To Hurt Me』のカバー。サビの部分以外は全て日本語。

#### アルバム
- 『Out of Reach』1983年発売：EPIC・ソニー（クレジットは見岳アキラ）
- 『向日葵』1987年発売：NECアベニュー
- 『陰陽夢-PRISM-』1988年発売：NECアベニュー
- 『Modulation』1996年発売（サウンドトラック）

### 提供作品
- 麻丘めぐみ
  - 『離婚美人』
    - 作曲・編曲（作詞：秋元康）
- 浅野なつみ
  - 『みんなあげちゃう』
    - 作曲・編曲（作詞：秋元康）
    - 映画『みんなあげちゃう♡』主題歌

  - 『星の接吻』
    - 作曲・編曲（作詞：秋元康）
    - 映画『みんなあげちゃう♡』挿入歌
- 逸見政孝
  - 『眼鏡を外した恋』
    - 作曲（作詞:秋元康 編曲:瀬尾一三）

  - 『あれはたしか青春』
    - 作曲（作詞:秋元康 編曲:瀬尾一三）
- 稲垣潤一
  - 『蒼い追憶』
    - 作曲・編曲（作詞：湯川れい子）

  - 『バハマ・エアポート』
    - 作曲（作詞：遠藤幸三　編曲：井上鑑）

  - 『コインひとつのエピローグ』
    - 作曲（作詞：秋元康　編曲：井上鑑）
- Wink
  - 『朝焼けのバルコニー』
    - 作曲（作詞：竜真知子　編曲：大谷和夫）

  - 『風の前奏曲（プレリュード）』
    - 作曲（作詞：Joe Lemon　編曲：鷺巣詩郎）
- おニャン子クラブ
  - 『恋はくえすちょん』
    - 作曲・編曲（作詞：秋元康）

  - 『会員番号の唄』
    - 作曲・編曲（作詞：秋元康）
- 佐野量子
  - 『しあわせをいつまでも』
    - 作曲・編曲（作詞：秋元康）
- 少女隊
  - 『ふたりのアイランド』
    - 作曲（作詞：少女隊　編曲：佐藤準）
- 城之内早苗
  - 『あじさい橋』
    - 作曲・編曲（作詞：秋元康）
- 杉浦幸
  - 『近道（ショートカット）』
    - 作曲担当（作詞：栃内淳　編曲：矢島賢）

  - 『タイムス ―100まで数えて―』
    - 作曲・編曲（作詞：栃内淳）

  - 『ノン・シビア』
    - 作曲・編曲（作詞：栃内淳）
- CHA-CHA
  - 『ぽろり物語』（作詞：及川眠子）
- とんねるず
  - 『一気!』
    - 作曲・編曲（作詞：秋元康）

  - 『成増』
    - 収録曲のうち8曲の作曲と全曲編曲（作詞：秋元康）

  - 『青年の主張』
    - 作曲・編曲（作詞：秋元康）

  - 『雨の西麻布』
    - 作曲（作詞：秋元康　編曲：高田弘）

  - 『仏滅そだち』
    - 全曲の作曲・編曲（作詞：秋元康）

  - 『歌謡曲』
    - 作曲（作詞：秋元康　編曲：水谷公生）

  - 『自歌自賛』
    - 全曲の作曲・編曲（作詞：秋元康）

  - 『やぶさかでない』
    - 作曲・編曲（作詞：秋元康）
- 西川のりお
  - 県別性格判断（作詞：秋元康）
  - ここだけの話（作詞：秋元康）
- ニャンギラス
  - 『私は里歌ちゃん』
    - 作曲・編曲（作詞：秋元康）
- ネプチューン
  - 『どんぐりのチューッ!』
    - 作曲・編曲（作詞：秋元康）
- 広瀬えり子
  - 『おはようダンス』
    - 作曲・編曲（作詞：佐藤ありす）
    - 『ひらけ!ポンキッキ 』楽曲
- 細川たかし
  - 「正調おそ松節」(作詞：秋元康、編曲：竜崎孝路）
- 堀江美都子
  - 『ぼくが飛んでた…』
    - 作曲（作詞：藤子不二雄A、編曲：高田弘）
    - テレビアニメ『藤子不二雄ワールド ビリ犬なんでも商会』副主題歌
- 堀江由衣
  - 『Destiny』
    - 作曲・編曲（作詞：谷亜ヒロコ）
    - テレビアニメ『人造人間キカイダー THE ANIMATION』主題歌
- 松崎しげる
  - 『君がいればそれでいい』
    - 作曲（作詞：秋元康　編曲：井上鑑）
- 美空ひばり
  - 『あきれたね』
    - 作曲（作詞：秋元康　編曲：竜崎孝路）

  - 『いつか』
    - 作曲（作詞：秋元康　編曲：竜崎孝路）

  - 『川の流れのように』
    - 作曲（作詞：秋元康　編曲：竜崎孝路）
- 三田寛子
  - 『ひとりぼっちの卒業式』
    - 作曲（作詞：阿木燿子　編曲：水谷公生）

  - 『カサノヴァ・サンバ』
    - 作曲（作詞：阿木燿子　編曲：水谷公生）
- ゆうゆ
  - 『ついて行けない -がんばれボーイフレンド-』
    - 作曲・編曲（作詞：秋元康）

### 参加作品
- 坂本龍一
  - 『左うでの夢』（バックコーラス参加）

## 音楽担当

### 映画
- 新生 トイレの花子さん（1998年）
- ケイゾク/映画 Beautiful Dreamer（2000年、東宝）
- 溺れる魚（2001年）
- チャイニーズ・ディナー（2001年）
- 2LDK（2003年）
- 恋愛寫眞（2003年、松竹）
- 大帝の剣（2007年、東映）
- 銀幕版 スシ王子! 〜ニューヨークへ行く〜（2008年、ワーナー・ブラザース）

### テレビドラマ
- 木曜の怪談（フジテレビ）
  - 怪奇倶楽部（1995年 - 1997年）
  - 七瀬ふたたび（1995年・1996年）
- 金田一少年の事件簿（1995年・1996年、日本テレビ）
- ハッピーマニア（1998年、フジテレビ）
- ケイゾク（1999年、TBS）
- リミット もしも、わが子が…（2000年、読売テレビ）
- スシ王子!（2007年、テレビ朝日）
- 金田一少年の事件簿N（neo）（2014年、日本テレビ）
- 金田一少年の事件簿（2022年、日本テレビ）

### アニメ
- 華星夜曲（1988年、徳間ジャパン）※主題歌の作・編曲も担当
- まじかるハット（1989年、フジテレビ）※オープニング、エンディングのみ
- ハイスクールミステリー学園七不思議（1992年、フジテレビ）※エンディングテーマのみ
- 人造人間キカイダー THE ANIMATION（2000年、キッズステーション）
- スパイラル －推理の絆－（2002年、テレビ東京）[2]

### テレビその他
- 情報ライブ EZ!TV（2004年 - 2005年、フジテレビ・関西テレビ）※テーマ曲「Wonderful Breeze」担当